# Theodore Newman
Theodore Simon Newman (New York, 17 juni 1933 – Bay Harbor Islands, 16 februari 1975) was een Amerikaans componist. Hij was de enige zoon van het echtpaar George Newman en Margaret Newman Stearn Stearn.

## Levensloop
Newman studeerde aan de Universiteit van Miami in Coral Gables en vervolgens bij  William Bergsma, Vittorio Giannini en Vincent Persichetti aan de Juilliard School of Music in New York. Hij was betrokken in het door de Ford Foundation gefinancierde Young Composers Project. In 1960 ontving hij de Edward B. Benjamin Prize. Aan de Universiteit van Miami in Coral Gables is een stichting onder de naam Theodore Newman music foundation ingericht, die studiebeurzen uitreikt (Theodore Newman Memorial Composition Scholarship; Theodore Newman Memorial Voice Scholarship; Theodore Newman Memorial Piano Scholarship).

## Composities

### Werken voor orkest
- 1963 Concert, voor orgel en orkest (winnaar van de "Musical Fund Society Edward Garrett McCollin music competition" aan de Universiteit van Pennsylvania in Philadelphia in  in 1963)[3]
- Discourse, voor orkest
- Divertimento, voor orkest
- Fragments, voor orkest
- Psalm, voor strijkorkest

### Werken voor harmonieorkest
- Suite for Band

### Vocale muziek

#### Werken voor koor
- Alleluia, voor gemengd koor, vier trompetten, vier trombones en pauken
- Amen, voor gemengd koor en piano

### Kamermuziek
- Three Duets, voor twee violen